# Bataille de Vitoria
 (avril 2021).
Si vous disposez d'ouvrages ou d'articles de référence ou si vous connaissez des sites web de qualité traitant du thème abordé ici, merci de compléter l'article en donnant les références utiles à sa vérifiabilité et en les liant à la section « Notes et références ».
Guerre d'indépendance espagnole
Batailles
- San Millan-Osma (06/1813)
- Vitoria (06/1813)
- Tolosa (06/1813)
- Saint-Sébastien (1er) (07/1813)
- Pyrénées (07/1813)
- Maya (07/1813)
- Roncevaux (07/1813)
- Sorauren (07/1813)
- Beunza (07/1813)
- Saint-Sébastien (2e) (08/1813)
- San Marcial (08/1813)
- Bidassoa (10/1813)
- Pampelune (10/1813)
- Nivelle (11/1813)
- Nive (12/1813)

- Garris (02/1814)
- Orthez (02/1814)
- Bayonne (02/1814)
- Toulouse (04/1814)

La bataille de Vitoria fut livrée le 21 juin 1813, entre les troupes françaises qui escortaient le roi d'Espagne Joseph Bonaparte dans sa fuite et un conglomérat de troupes britanniques, espagnoles et portugaises sous le commandement du général Arthur Wellesley, vicomte de Wellington. La victoire des Alliés sanctionna la retraite définitive des troupes françaises d'Espagne — à l'exception de la Catalogne — et obligea l'empereur Napoléon à rendre la couronne espagnole à Ferdinand VII, mettant fin ainsi à la guerre d'indépendance espagnole.

## Situation initiale
Après la décisive déroute des Français à la bataille des Arapiles (dite aussi bataille de Salamanque) (1812), les troupes napoléoniennes se virent incapables de retenir l'armée alliée dans son mouvement vers Madrid, laquelle fut évacuée en juillet 1812. Au mois suivant, Wellington entra dans la capitale. Après avoir déployé quelques divisions dans la zone pour la rendre sûre, il marcha avec le gros de l'armée vers le nord, où il assiégea Burgos. Cependant, les Français résistèrent dans la place forte et l'obligèrent à se retirer le 22 octobre. Postérieurement, les Britanniques abandonnèrent à nouveau Madrid pour se retirer à Salamanque et ensuite à Ciudad Rodrigo, où ils se réorganisèrent durant l'hiver. Pendant ce temps, les forces françaises, déjà gravement diminuées et désorganisées par la dure campagne en Espagne, furent réduites encore plus quand plusieurs divisions furent retirées de la péninsule Ibérique pour couvrir d'autres fronts européens à la suite de la désastreuse campagne de Russie conduite par Napoléon.
Après l'arrivée du printemps, Wellington avança à nouveau vers le nord-est, atteignant la vallée de l'Esla le 20 mai 1813. Ce mouvement inquiéta les Français. Le maréchal Jean-Baptiste Jourdan retira l'armée de 58 000 hommes qu'il avait déployée pour réoccuper la zone entre les rivières du Duero et du Tage et la concentra à nouveau à Burgos, disposé à assurer les communications avec le Sud de la France. L'armée alliée se mit alors en marche pour couper cette voie de retraite pour Jourdan, qui déjà envisageait d'abandonner le sol espagnol pour mettre à l'abri la cour de Joseph Ier.

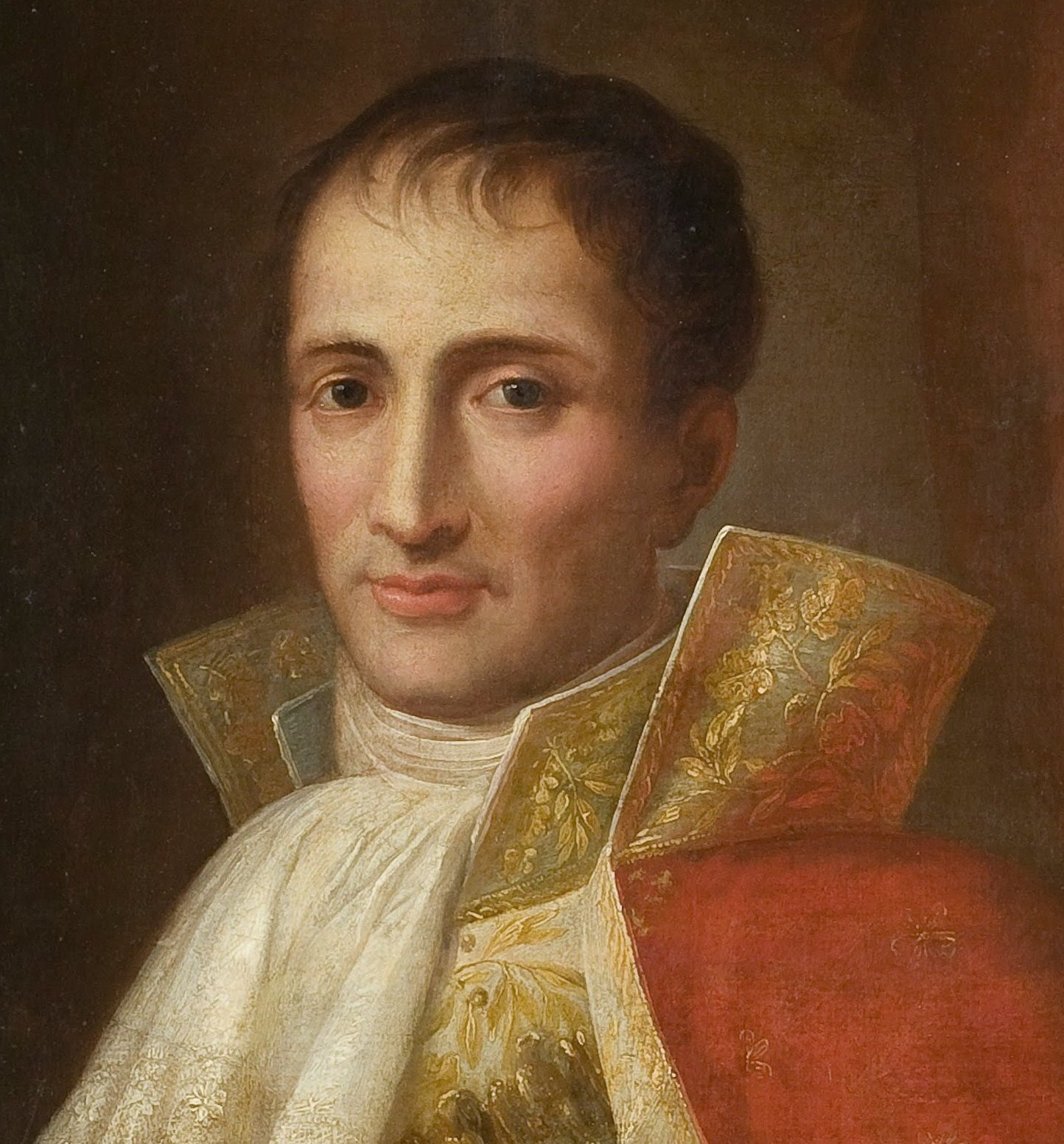
Joseph Bonaparte, roi d'Espagne (1768-1844).
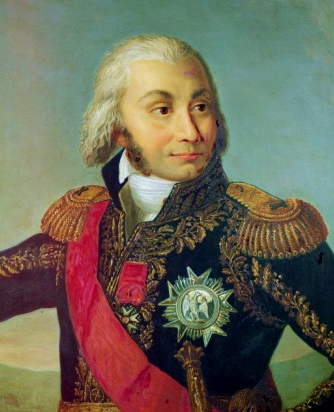
Le maréchal Jean-Baptiste Jourdan (1762-1833).
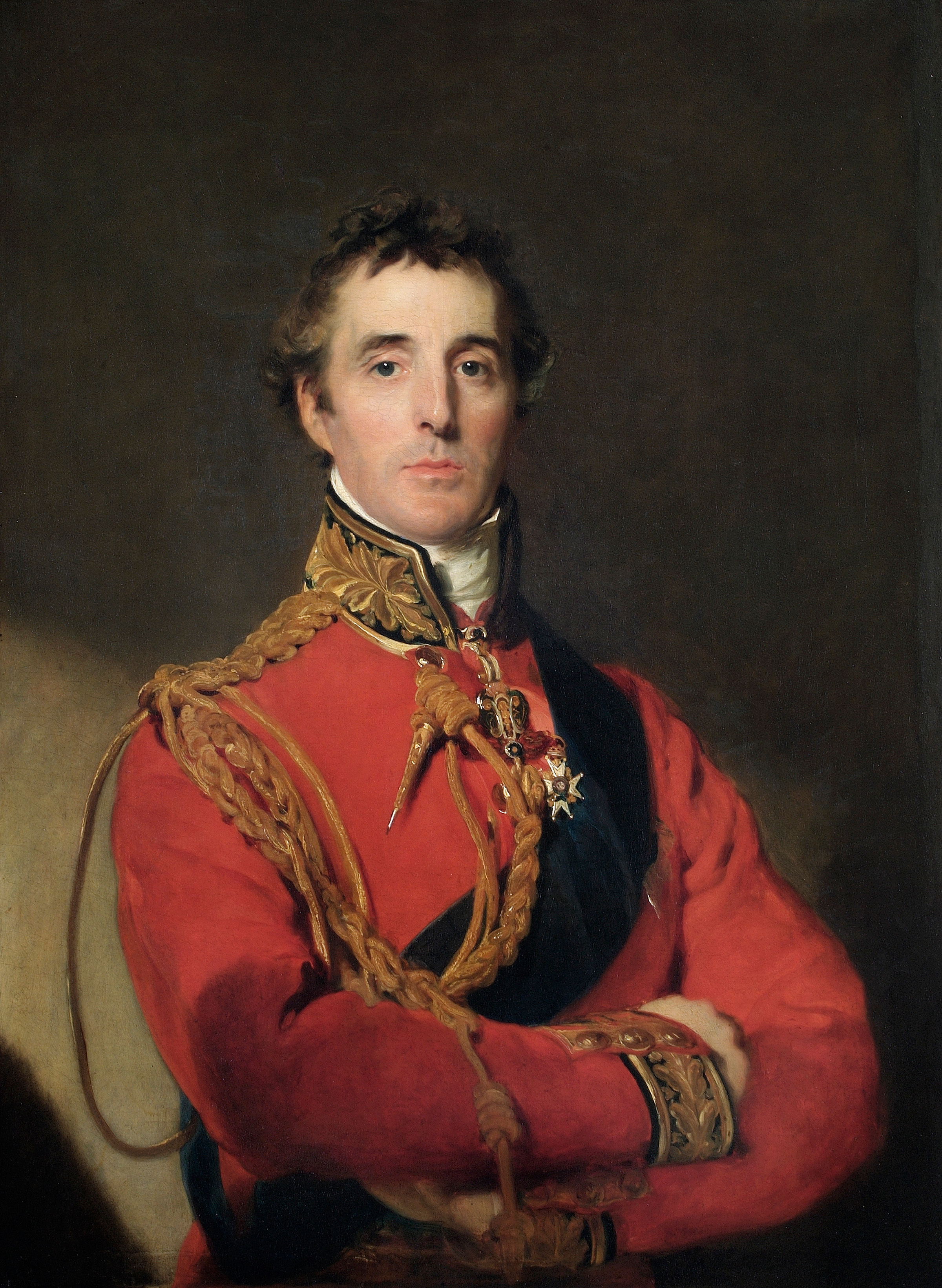
Le duc de Wellington (1769-1852).

## La bataille

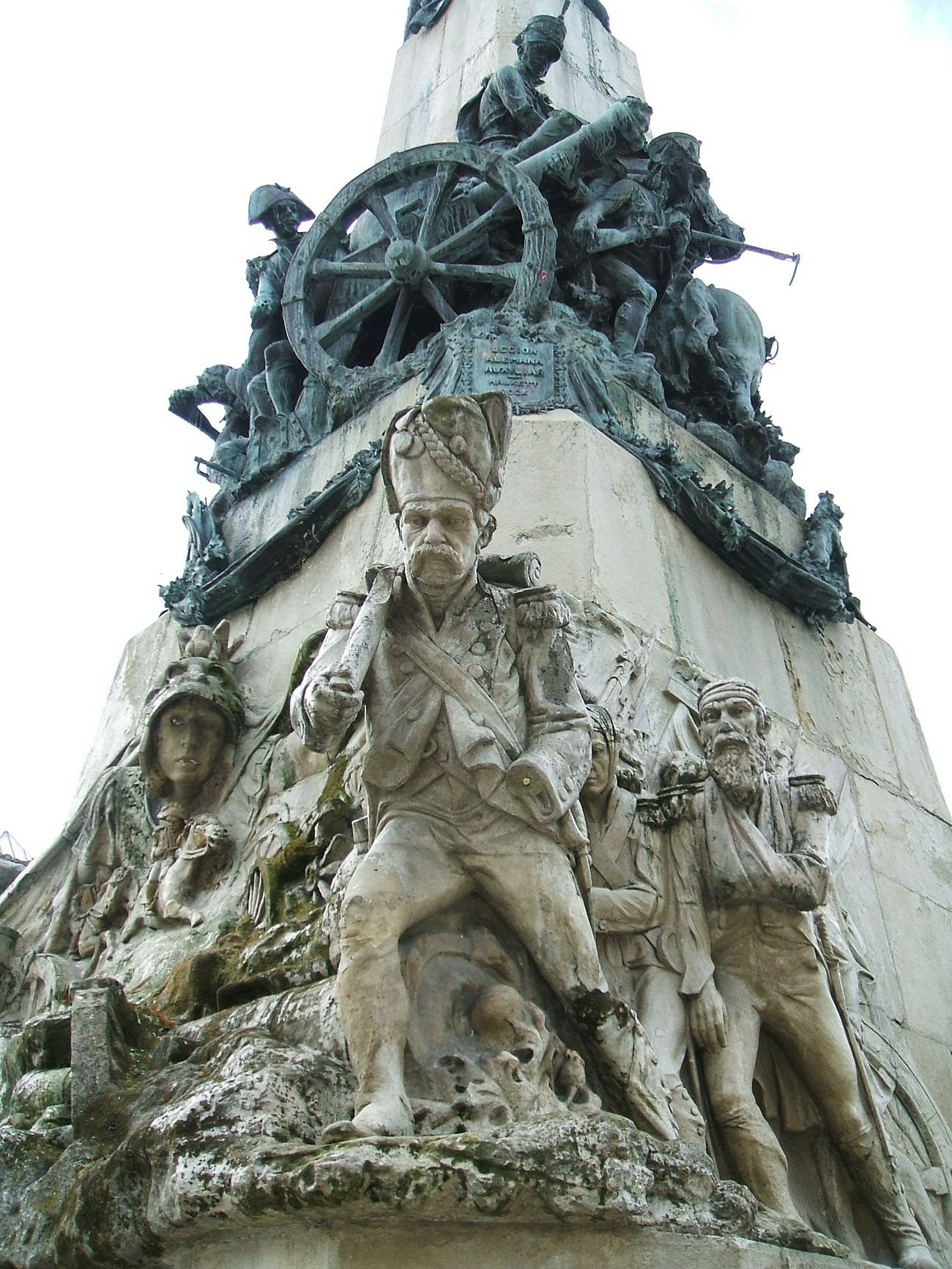
La retraite française. Monument de la bataille, dans Vitoria-Gasteiz.

L'armée de Wellington, disposée en trois colonnes, rejoignit les Français en train de se retirer quand ils se trouvaient aux environs de Vitoria, dans le Pays basque. Les Français se virent obligés à combattre. Après une série de durs affrontements, la 3e division sous les ordres de Thomas Picton rompit le front central français qui s'effondra. Les Français se lancèrent alors dans une fuite désespérée vers la frontière de leur pays, laissant derrière eux 7 500 hommes morts, blessés et prisonniers. Ils perdirent également 151 de leurs 153 canons et l'abondant butin qu'ils emportaient vers la France. Les alliés (en particulier les Britanniques) abandonnèrent alors la poursuite des Français pour se répartir le butin, ce qui irrita Wellington.
Plus tard, les forces alliées se regroupent et occupent Saint-Sébastien et Pampelune, puis en décembre commence depuis ces bases l'invasion du Pays basque français.

## Postérité
À la fin de juillet 1813, quand la nouvelle arrive à Vienne, Johann Nepomuk Mælzel charge Ludwig van Beethoven de composer une symphonie pour célébrer la victoire ; c'est La Victoire de Wellington opus 91 (Wellingstons Sieg ou Die Schlacht bei Vitoria ou encore Siegessymphonie).
Il y a un monument sur la place de la Virgen Blanca, au centre de Vitoria, qui commémore cet événement, tandis qu'un autre monument, inauguré en 1966 sur le site de Jundiz, a été enfoui  lors des travaux d'aménagement de la zone industrielle.

### Jeux de simulations historiques
- Denis Gabriel, « Vitoria, 21 juin 1813 : La chute du royaume français d'Espagne », revue Vae Victis no 12, janvier/février 1997.